# دويل أوفرتون هيكي
دويل أوفرتون هيكي (بالإنجليزية: Doyle Overton Hickey)‏ هو كاتب أمريكي، ولد في 27 يوليو 1892 في أركنساس في الولايات المتحدة، وتوفي في 20 أكتوبر 1961 في باس كريستيان في الولايات المتحدة.